# Лозине
Лозине (итал. Losine, ломб. Lùzen) — коммуна в Италии, в провинции Брешиа области Ломбардия.
Население составляет 557 человек (2008 г.), плотность населения составляет 92 чел./км². Занимает площадь 6 км². Почтовый индекс — 25040. Телефонный код — 0364.
Покровителем коммуны почитается святой Маврикий, празднование 22 сентября.

## Демография
Динамика населения:

## Администрация коммуны
- Официальный сайт: http://www.comune.losine.bs.it/